# Current Circulation
Current Circulation je druhá nahrávka Davida Hykese a jeho alikvotního sboru. Nahrávka byla opět pořízena v kostelech, tentokrát v New Yorku a v Sydney, tři ze čtyř nahrávek jsou pořízeny živě.

## Seznam skladeb
1. Subject to Change – 5:03
2. Current Circulation – 31:55
  1. Ascending Mount Summation
  2. One Above
  3. Free Ascents
  4. Flight Patterns
  5. Rainbow Landing
3. Solstice Kyrie – 6:53
4. Inward Calling – 11:07

## Hudebníci
- David Hykes – zpěv, tambura, umělecká režie
- Timothy Hill – zpěv
- Michelle Dupéré-Hykes – zpěv
- Rebecca Krause
- Theodore Levin
- Robert Theis
- Marjorie Johnson